# Кардашев, Александр Васильевич
Александр Васильевич Кардашев (10 июля 1917, Кырчаны, Вятская губерния — 7 ноября 1973, Москва) — советский руководитель органов государственной безопасности, председатель КГБ при Совете Министров Азербайджанской ССР (1959—1963).

## Биография
Родился в крестьянской семье. Член ВКП(б) с апреля 1940 г.
В 1932 г. окончил 7 классов школы в Нолинске, в апреле 1934 г. — чертежную школу фабрично-заводского училища в г. Лысьва Уральской области. Работал токарем-лекальщиком на металлургическом заводе № 700 в Лысьве. В 1952 г. заочно окончил Высшую партийную школу при ЦК КП(б) Украины.
В январе-июле 1937 г. — инструктор и литературный работник районной газеты «Кировец» (Кырчанский район Кировской обл.). Затем вернулся на завод: токарь-лекальщик, с октября 1939 г. — сменный мастер, технолог механического производства. В 1941 г. окончил рабочий факультет и вечеренее отделение Лысьвенского механико-металлургического техникума.
С января 1942 г. — комсорг ЦК ВЛКСМ завода, с октября 1942 г. — секретарь по кадрам, с ноября 1942 г. — второй и с мая 1944 г. — первый секретарь Молотовского областного комитета ВЛКСМ, с сентября 1944 г. — второй, с августа 1946 г. — первый секретарь Одесского обкома ЛКСМ Украины.
В органах государственной безопасности: с сентября 1952 г.
- 1952—1953 гг. — заместитель начальника отдела кадров министерства государственной безопасности Украинской ССР,
- 1953—1954 гг. — начальник отдела кадров МВД Украинской ССР,
- 1954—1959 гг. — помощник председателя КГБ при Совете Министров Украинской ССР по кадрам — начальник отдела кадров,
- 1959—1963 гг. — председатель КГБ при Совете Министров Азербайджанской ССР,
- 1963—1967 гг. — заместитель начальника 2-го Главного управления КГБ при Совете Министров СССР и начальник Службы № 1.

С февраля 1968 г. — в отставке.
Депутат Верховного Совета СССР 6-го созыва.
Генерал-майор (1958).

## Награды и звания
Награжден орденами Трудового Красного Знамени (28.10.1948), Красной Звезды (1967), двумя ордена «Знак Почета» (1942 и 1948), нагрудным знаком «Почетный сотрудник госбезопасности» (1960), шестью медалями.